# Rhönrad in der Schweiz
Das Rhönradturnen ist eine auch in der Schweiz ausgeübte Sportart. Das Land stellte mehrfach einen Weltmeister.

## Geschichte
In der Schweiz wird seit den 1980er-Jahren das Rhönradturnen ausgeübt. Ebenso fanden um diese Zeit die ersten Wettkämpfe in der Schweiz statt. Die «Gymnestrada 1982», welche in Zürich durchgeführt wurde, bildete die Basis für die internationale Rhönradzusammenarbeit. 1992 wurde die erste Europameisterschaft in Liestal ausgetragen. Die Schweiz ist auch Mitgründer des Internationalen Rhönradturn-Verbandes (IRV), welcher 1995 gegründet wurde und seinen Sitz in Bern hat. 2004 organisierte die Schweiz die 4. Weltmeisterschaft in Liestal, es folgten die 8. 2009 in Baar und die 13. 2018 in Magglingen. 2007 erturnte Cécile Meschberger den ersten Weltmeistertitel für die Schweiz.

## «Rhönradswiss»
«Rhönradswiss» ist der nationale Verband des Rhönradturnens in der Schweiz. Er koordiniert und organisiert das Rhönradturnen.
Kader
Mit dem nationalen Kader unterstützt Rhönradswiss die Turner und Turnerinnen im Leistungssport. Das Kader ist in das Kader A (höhere Leistung) und Kader B (tiefere Leistung) unterteilt. Sie trainieren jeweils an vier verschiedenen Wochenenden, die über das ganze Jahr verteilt sind.

## Wettkampfsystem
Die Schweiz hat ihr eigenes Wettkampfsystem für die nationalen Wettkämpfe. Die Küren/Sprünge werden aber mit dem internationalen Reglement «Code of points» des IRV benotet. An den Wettkämpfen gibt es 5 verschiedene Leistungslevel (Level Basic / 1 / 2 / 3 / Elite). Im Level Basic dürfen nur Elemente mit der maximalen Schwierigkeit A (0,2), im Level 1 Elemente mit der Schwierigkeit B (0,4) etc. geturnt werden. Zusätzlich zu den drei Disziplinen wird im Level Elite der Mehrkampf angeboten. Bei diesem werden die drei Noten der Disziplinen addiert. Das Level können sich die Turner und Turnerinnen unabhängig von ihrem Alter und Geschlecht auswählen. Vor 2018 wurden die Kategorien aufgrund von Geschlecht und Alter eingeteilt: Schüler/Schülerinnen, Jugend männlich / weiblich, Aktive männlich / weiblich. In jeder Saison gibt es folgende Wettkämpfe:
- Herbstpokal (Oktober, Zürich-Affoltern)
- Chlauscup (Dezember, Untersiggenthal)
- Baselbietercup (Januar, Hölstein)
- Breitlicup (März, Buochs)
- Schachen Cup (Mai, Bonstetten)

### Schweizer Meisterschaft
An den vier Qualifikationswettkämpfen können sich die besten Turner und Turnerinnen für die Schweizer Meisterschaft im März / April qualifizieren. Ausgetragen wird diese jedes Jahr an einem anderen Ort, zuletzt am 24. März 2024 in Reinach AG. An der Schweizer Meisterschaft wird jeweils auch bekannt gegeben, wer die Schweiz an den Weltmeisterschaften vertreten darf.
|           | Level 1           | Level 2                         | Level 3         | Level Elite Jugend      | Level Elite Aktiv                  |
| --------- | ----------------- | ------------------------------- | --------------- | ----------------------- | ---------------------------------- |
| Gerade    | Amelie Stiefmeier | Olivia Notter                   | Nadine Kamm     | Meret Stark             | Cheyenne Rechsteiner               |
| Spirale   | Anna Fässler      | Nadine Kamm                     | Janina Kriemler | Meret Stark             | Cheyenne Rechsteiner               |
| Sprung    | Cecile Wehrli     | Salome Fässler / Mailin Knöpfel | Nadine Kamm     | Olivia Notter           | Fabrice Schubert / Simon Rufener   |
| Mehrkampf | –                 | –                               | –               | Meret Stark Timon Peter | Cheyenne Rechsteiner Simon Rufener |

## Internationale Erfolge

### Team-Weltmeisterschaft
Die Schweiz hat sich an der Weltmeisterschaft 2024 für die Team-Weltmeisterschaft 2025 in Leipzig qualifiziert.
|      | Juniors  | Seniors  |
| ---- | -------- | -------- |
| 2025 | 1. Platz | 4. Platz |
| 2023 | 3. Platz | 2. Platz |
| 2019 | –        | 3. Platz |
| 2017 | –        | 1. Platz |
| 2014 | –        | 2. Platz |
| 2012 | –        | 4. Platz |
| 2010 | –        | 4. Platz |
| 2008 | –        | –        |
| 2006 | –        | 4. Platz |
| 2004 | –        | 4. Platz |
| 2002 | –        | 5. Platz |

### Weltmeister
- Cécile Meschberger: Gerade 2007
- Cheyenne Rechsteiner: Gerade 2015, Spirale 2018 / 2024
- Simon Rufener: Gerade 2022 / 2024, Mehrkampf 2022 / 2024
- Timon Peter: Gerade 2024, Mehrkampf 2024

## Vereine
In Rhönradswiss sind folgende Vereine organisiert:
BTV Chur, Rhönrad Riege Bonstetten, Satus Baar, Satus Birsfelden, Satus Frauenfeld, Satus Gontenschwil, Satus Möriken-Wildegg, Satus Wetzikon, Satus Züri 12, STG Rondo Hölstein, STV Buochs, STV Untersiggenthal, TV Liestal, TV Grüningen, TV Höngg, TV Thun Strättlingen und TV Waldstatt.